# Cossedia proesei
Cossedia proesei är en fjärilsart som beskrevs av Kobes 1983. Cossedia proesei ingår i släktet Cossedia och familjen trågspinnare. Inga underarter finns listade i Catalogue of Life.